# Боровец, Максим Фёдорович
Максим Фёдорович Боровец (укр. Максим Федорович Боровець; род. 15 апреля 1992, Христиновка, Черкасская область) — украинский футболист, полузащитник.

## Клубная карьера
В течение 2005—2009 годов выступал в ДЮФЛУ в киевских коллективах РВУФК и «Динамо» (71 игра, 22 гола). В сезонах 2009/10 и 2010/11 Максим выступал за дублирующий состав киевского «Динамо» (10 матчей, 1 гол) и «Динамо-2» в первой украинской лиге. В апреле 2012 года перешёл в состав симферопольской «Таврии», в составе которой вторую часть сезона 2011/2012 годов защищал цвета команды в молодежном первенстве. В сезоне 2012/13 пополнил состав харьковского «Металлиста», где первую часть чемпионата выступал за молодежную команду (14 матчей, 3 гола). 23 сентября 2012 года дебютировал за основной состав «Металлиста», а именно в матче Кубка Украины против столичной «Оболони».
В конце февраля 2013 перешёл из харьковского клуба на правах аренды в черновицкую «Буковину». После завершения срока действия арендного соглашения и завершения контракта с харьковским клубом с помощью своего агента Дмитрия Селюка, отправился на просмотр в состав кипрского клуба «Эносис», с которым в конце концов подписал контракт. В составе кипрской команды провел один сезон, однако принял участие лишь в 5 матчах высшего национального дивизиона. В 2014 году вернулся в Украину и подписал контракт с представителем первой лиги чемпионата Украины: ФК «Полтава», где провел 33 официальных матчах во всех турнирах.
В 2015—2018 годах выступал в составе ковалевского «Колоса» и киевского «Арсенала». И в той и в той команде становился победителем турниров, в которых выступал и провел за это время более 40 официальных матчей. В августе 2018 стал игроком ровенского «Вереса», подписав контракт на 1 год, однако в ноябре того же года по обоюдному согласию сторон досрочно покинул клуб. С нового года стал игроком житомирского «Полесья», за который выступал до завершения 2019/20 сезона и стал призёром второлигового турнира. В августе 2020 во второй раз в своей карьере заключил трудовые отношения с черновицким футбольным клубом «Буковина».

## Выступления за сборные
В 2007—2010 годах выступал за юношеские сборные Украины, и за этот период в футболке юношеских сборных провел 12 официальных матчей и отметился 1 голом. Также выступал за студенческую сборную Украины, в составе которой играл на XXVIII всемирной летней Универсиаде.

## Достижения
- Победитель Первой лиги Украины: 2017/18
- Победитель Второй лиги Украины: 2015/16
- Серебряный призёр Второй лиги Украины: 2019/20